# María Elena Moyano
María Elena Moyano Delgado, née le 29 novembre 1958 à Lima et assassinée le 15 février 1992 à Lima par des membres du Sentier lumineux, était une militante sociale et féministe péruvienne.  Lors du dixième anniversaire de sa mort, elle a été déclarée héroïne nationale par le congrès péruvien.